# Piotr Stępniak
Piotr Andrzej Stępniak (ur. 13 stycznia 1954) – polski prawnik, dr hab. nauk prawnych; profesor Katedry i Zakładu Prawa Medycznego i Farmaceutycznego Wydziału Medycznego UMed im. Karola Marcinkowskiego w Poznaniu i Zakładu Penitencjarystyki Wydziału Studiów Edukacyjnych UAM w Poznaniu.

## Życiorys
Absolwent Wydziału Prawa i Administracji UAM w Poznaniu. 
W latach 1992–2000 doradca Ministra Sprawiedliwości i dyrektora generalnego Służby Więziennej.
30 maja 1994 habilitował się na Wydziale Prawa i Administracji UŚ w Katowicach na podstawie pracy pt.: "Funkcjonowanie kurateli sądowej. Teoria a rzeczywistość". 14 listopada 1997 został wpisany na listę adwokatów w Poznaniu (nr legit. 1774), pozostaje czynny zawodowo.
Awansował na stanowisko profesora w Zakładzie Penitencjarystyki na Wydziale Studiów Edukacyjnych UAM w Poznaniu, oraz w Katedrze i Zakładzie Prawa Medycznego i Farmaceutycznego na  Wydziale Medycznym UMed im. Karola Marcinkowskiego w Poznaniu.
27 marca 2014 postanowieniem Prezydenta RP Bronisława Komorowskiego uzyskał tytuł profesora nauk prawnych. Został zatrudniony na stanowisku profesora nadzwyczajnego w Katedrze i Zakładzie Organizacji i Zarządzania w Opiece Zdrowotnej na Wydziale Nauk o Zdrowiu UMed im. Karola Marcinkowskiego w Poznaniu.
Kierownik Zakładu Penitencjarystyki Wydziału Studiów Edukacyjnych Uniwersytetu im. Adama Mickiewicza w Poznaniu i członek Rady Dyscypliny Naukowej – Pedagogiki Uniwersytetu im. Adama Mickiewicza w Poznaniu.
W latach 2014–2017 prezes Polskiego Towarzystwa Penitencjarnego z siedzibą w Kaliszu. W latach 2015–2019 członek Rady Polityki Penitencjarnej II kadencji, organu doradczego przy Ministrze Sprawiedliwości.
Członek rady naukowej czasopisma "Multicultural Studies", wydawanego przez Instytut Pedagogiki Uniwersytetu Wrocławskiego. W styczniu 2017 członek komisji konkursowej III Ogólnopolskiego Konkursu na Program Resocjalizacji Sprzyjający Readaptacji Społecznej Osób Pozbawionych Wolności.
Od 8 czerwca 2022 członek Komisji Rewizyjnej Polskiego Towarzystwa Prawa Farmaceutycznego w Poznaniu.
Autor licznych publikacji w periodykach: "Auxilium Sociale", "Pielęgniarstwo Polskie", "Przegląd Więziennictwa Polskiego", "Ruch Prawniczy, Ekonomiczny i Socjologiczny".

## Publikacje książkowe
- Funkcjonowanie kurateli sądowej. Teoria a rzeczywistość, Wyd. UAM, Poznań 1992, ISBN 83-232-0473-X.
- Środki penalne we Francji i Polsce. Doktryna, legislacja, praktyka, wyd. C.H. Beck, Warszawa 2012, ISBN 9788325537623.
- Odczarowując Francję, wyd. Nowy Świat, Warszawa 2014, ISBN 9788382700046.
- Resocjalizacja (nie)urojona: o zawłaszczaniu przestrzeni penitencjarnej, wyd. Difin, Warszawa 2017, ISBN 9788380852570.
- Ochrona zdrowia osób pozbawionych wolności : aspekty medyczno-prawne, instytucjonalne i społeczne, Wydawnictwo Naukowe Uniwersytetu Medycznego im. Karola Marcinkowskiego, Poznań 2018, ISBN 9788375973679.
- Więzienie ten dom (mało) dobry. Oblicza i problemy współczesności, wyd. Difin, Warszawa 2021, ISBN 9788382700046.

## Odznaczenia
- Brązowa Odznaka „Za zasługi w pracy penitencjarnej” od Ministra Sprawiedliwości (2010)[15]
- Medal Honorowy za ochronę sądową młodzieży (fr. Médaille d'honneur de la protection judiciaire de la jeunesse) od Ministra Sprawiedliwości Republiki Francuskiej[16]